# Окалик, Пол
Пол Окалик (англ. Paul Okalik) — канадский политик. Первый премьер-министр Нунавута. Считается одним из основателей Канадской конфедерации.

## Биография
Пол Окалик — младший (десятый) ребёнок в семье охотника. В юношеские годы много пил, за что был исключён из школы. Когда Полу было 14 лет, его старший брат покончил жизнь самоубийством. В 17-летнем возрасте Пол 3 месяца провёл в тюрьме. После освобождения он учился на сварщика в Форт-Смите, а затем работал в шахте Нунасивик на острове Баффинова земля.
Жизнь Окалика поменялась вместе с получением в начале 1980-х годов исследовательской позиции в организации инуитов Нунавута (Tunngavik Federation of Nunavut). Он заслужил признание коллег и одно время работал в Оттаве. Его работа легла в основание таких организаций как Комиссия по сохранению дикой природы Нунавута (англ. Nunavut Wildlife Management Board), Совет по социальному развитию Нунавута (англ. Nunavut Social Development Council), организация по инуитскому наследию (англ. Inuit Heritage Trust). В 1991 году он вернулся на север, чтобы основать программу реабилитации алкоголе- и наркозависимых.
В 1995 году Окалик получил степень бакалавра политических наук в университете Карлтона, а в 1997 — юридическую степень в Оттавском университете, после чего вернулся в Икалуит. Он начал работать в юридической фирме, но потом решил, что может сделать большее для своей нации в политике.
У Пола Окалика двое детей: Шаста и Джордан. Основные увлечения вне работы: охота, рыбалка и гольф.

## Политическая карьера
Окалик победил на первых выборах в законодательное собрание Нунавута, а 5 марта 1999 года его выбрали первым премьер-министром территории. Ровно через пять лет, 5 марта 2004 года, Пол Окалик был выбран премьером на второй срок. После окончания срока премьерских полномочий в ноябре 2008 года он остался в законодательном собрании.